# Musica sinfonica
Il termine musica sinfonica si riferisce normalmente alla musica colta eseguita da un ampio organico orchestrale.
L'aggettivo «sinfonico» deriva da sinfonia (dal greco σύν + φωνή, suonare assieme), che oggi identifica una precisa forma musicale, spesso identificata nella musica sinfonica; ma la musica sinfonica intesa in senso lato comprende non solo le sinfonie, ma anche l'esecuzione di forme musicali differenti come il balletto e il poema sinfonico.